# Фанді (національний парк)
Національний парк «Фанді» (англ. Fundy National Park, фр. Parc national de Fundy) — національний парк Канади, заснований у 1948 недалеко затоки Фанді. Парк, розташований на південний-захід від міста Монктон у провінції Нью-Брансвік, покриває площу 206 кв. км. 
У парку знаходиться поселення Алма (фр. Alma) біля Затоки Фанді. За відпливу рівень вод затоки спадає на 9 м нижче рівня в час припливу. Усередині парку знаходяться 20 водоспадів.

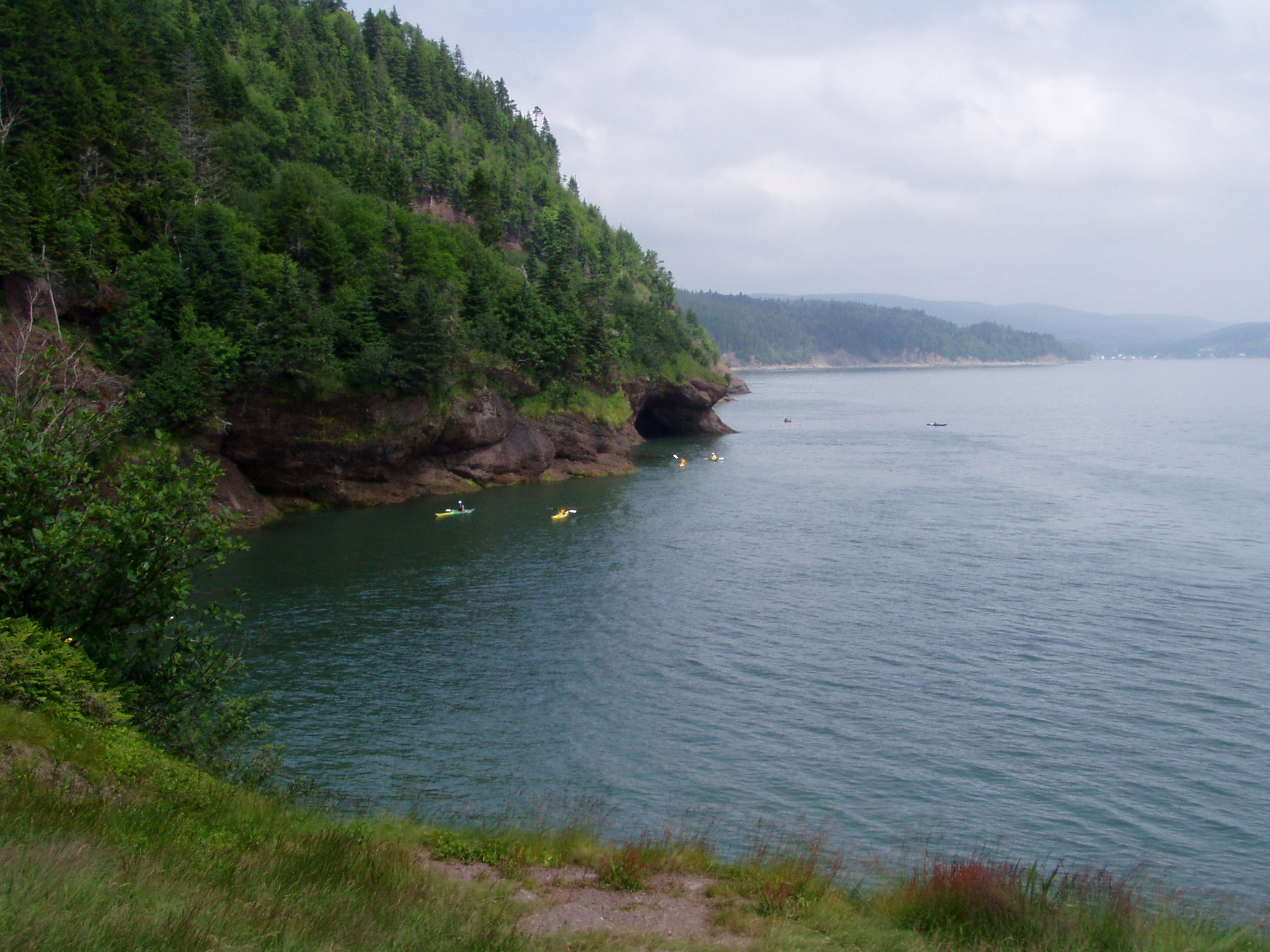
Метюс-Гед Matthews Head
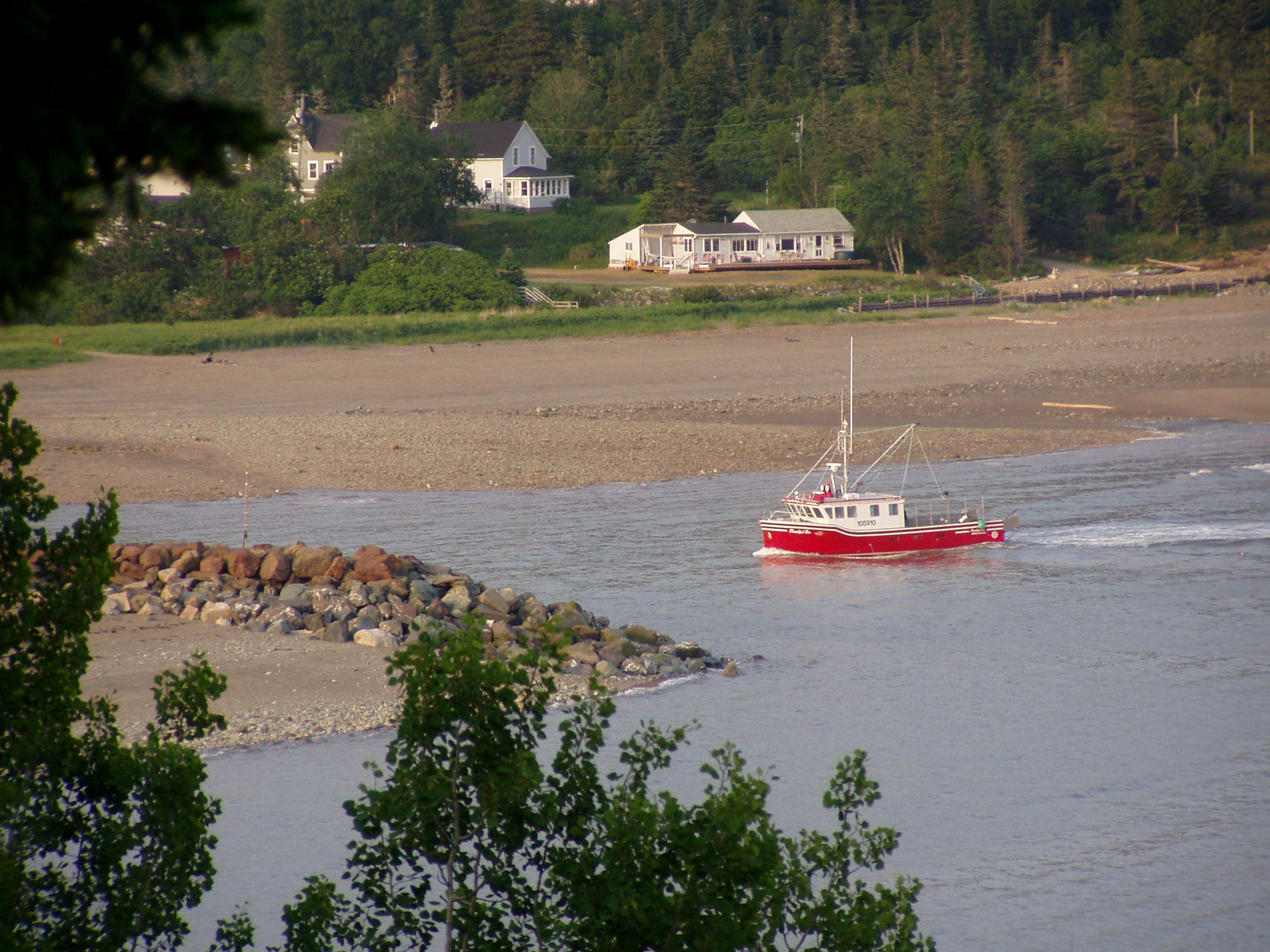
Ле-Порт-д-Алма Le port d'Alma
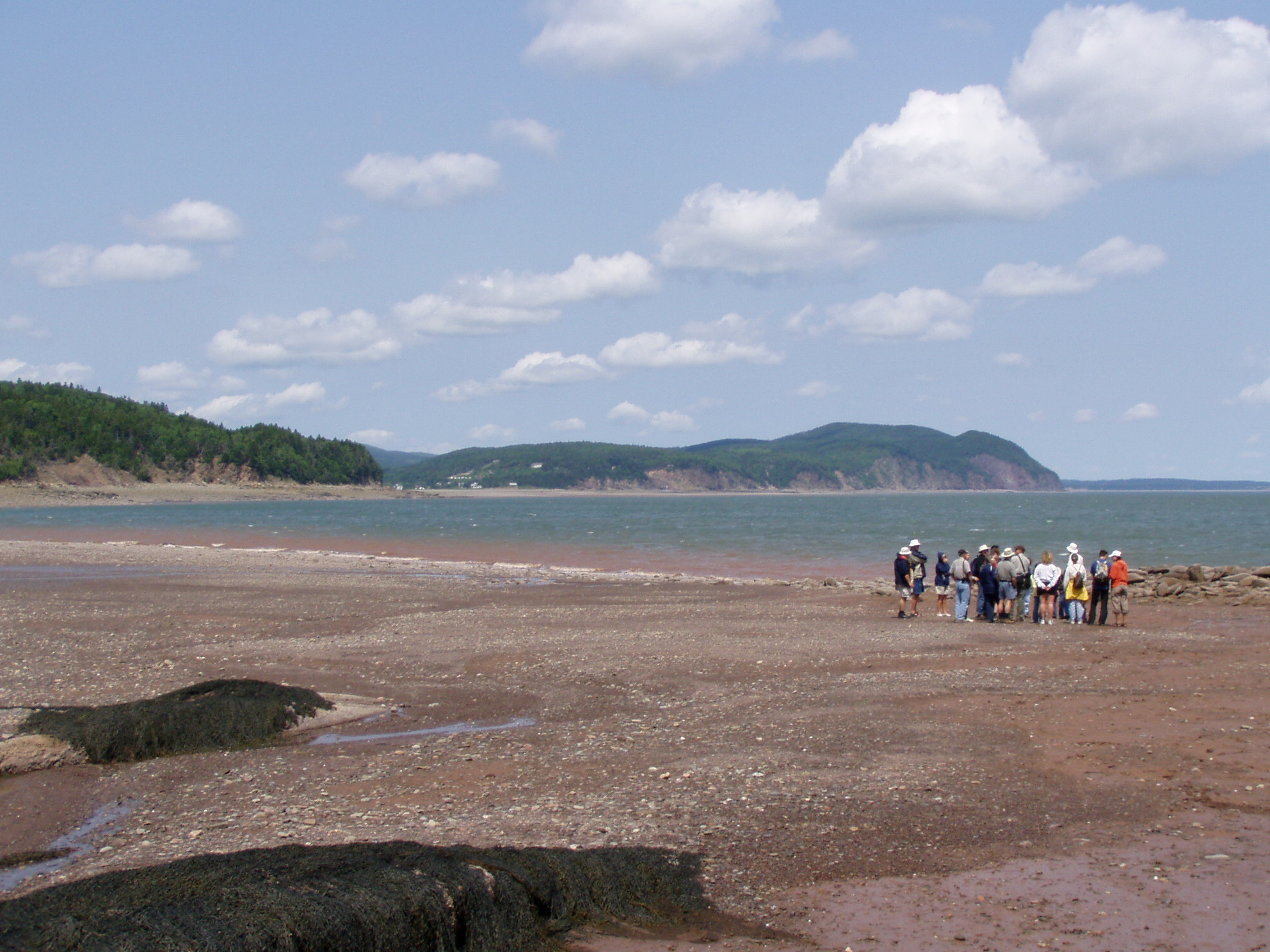
Геррінґ-Ков Herring Cove
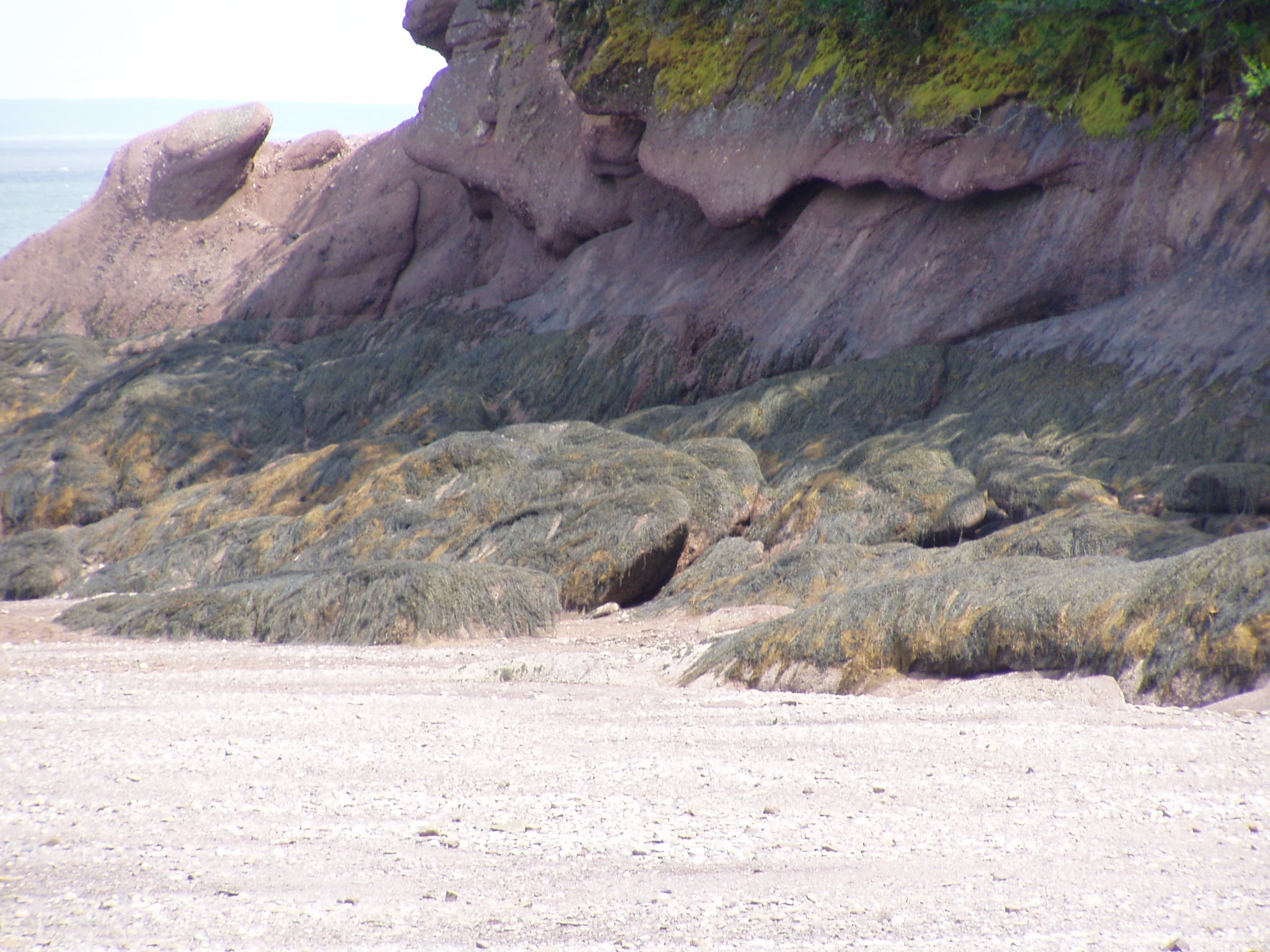
Герринґ-Ков Herring Cove
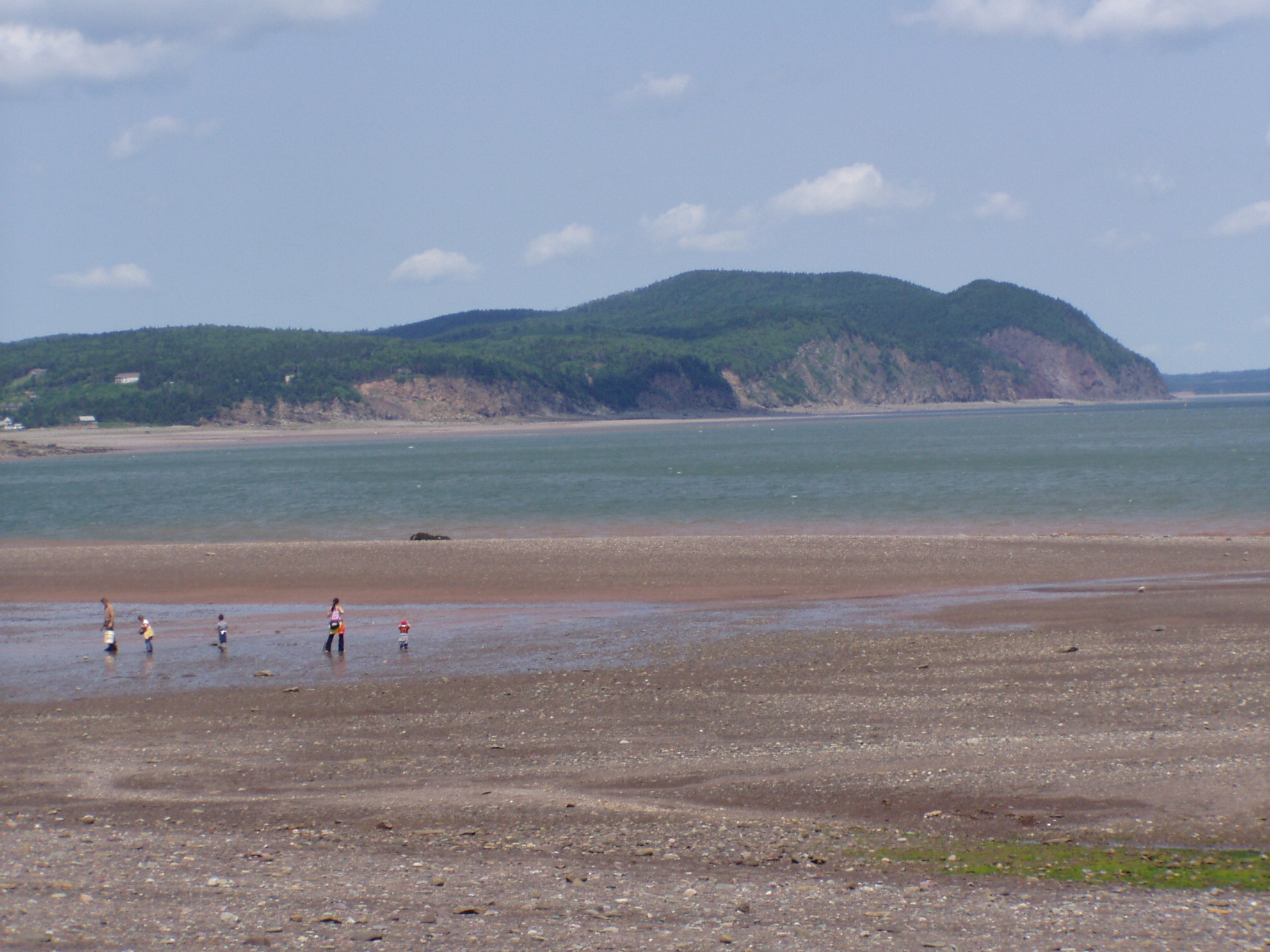
Ле-Плаж-д-Алма-а-Бас-Маре Le plage d'Alma à basse marée
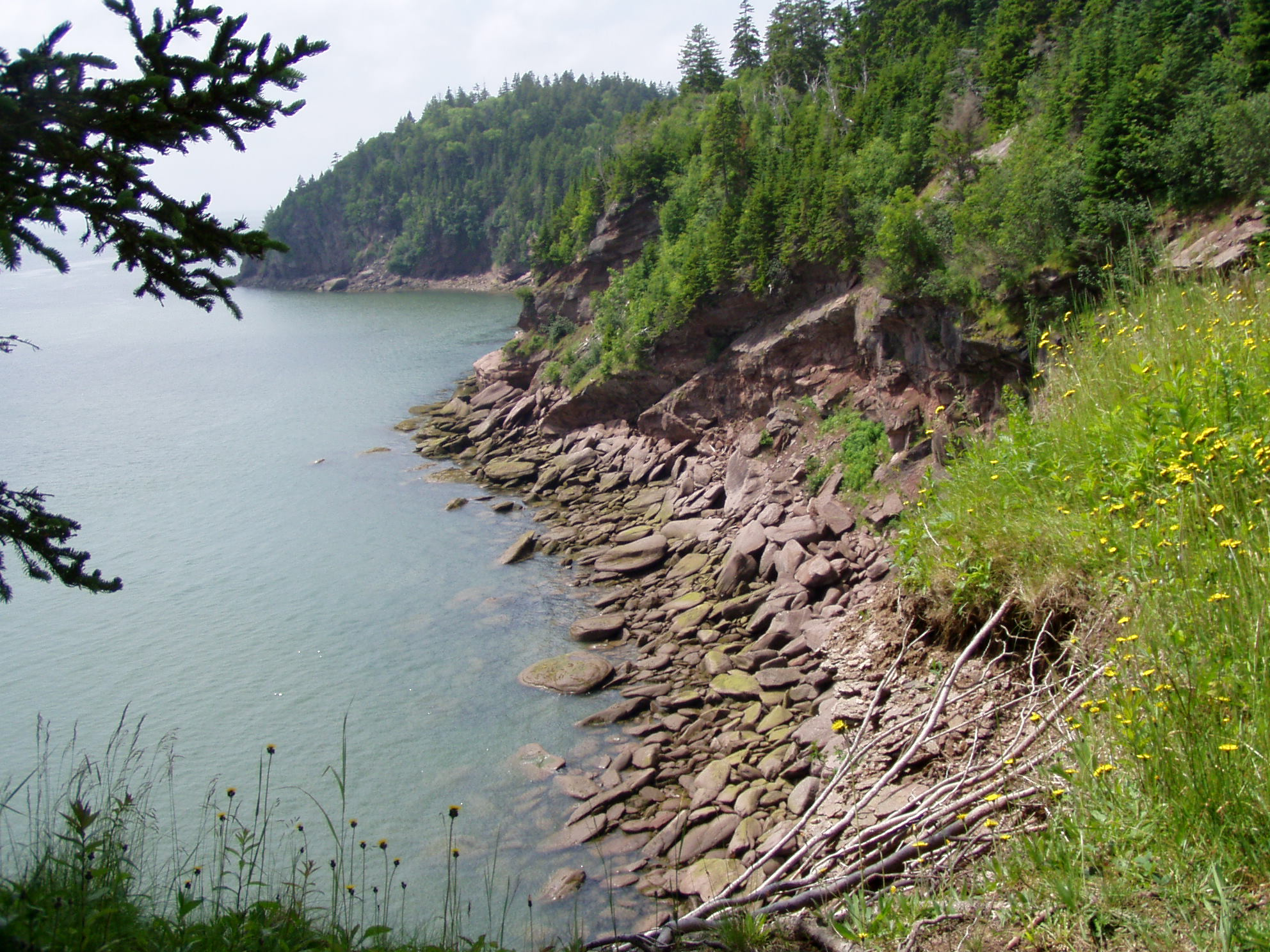
Ву-ду-Ріваж Vue du rivage
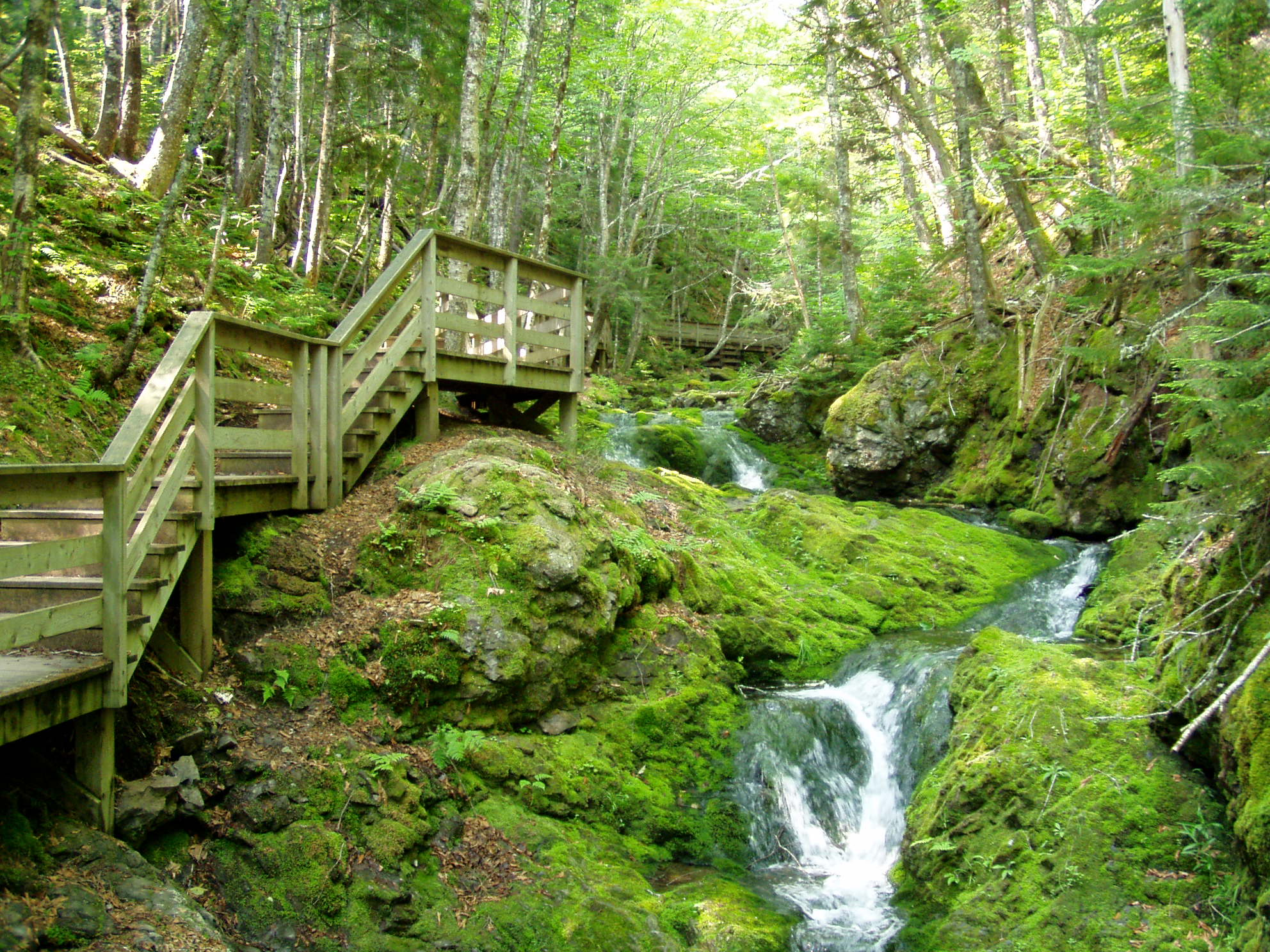
Водоспад Діксон Sentier Dickson Falls

- Метюс-Гед 
фр. Matthews Head
- Ле-Порт-д-Алма 
фр. Le port d'Alma
- Геррінґ-Ков 
фр. Herring Cove
- Герринґ-Ков 
фр. Herring Cove
- Ле-Плаж-д-Алма-а-Бас-Маре  
фр. Le plage d'Alma à basse marée
- Ву-ду-Ріваж 
фр. Vue du rivage
- Водоспад Діксон 
фр. Sentier Dickson Falls

| Канада | Це незавершена стаття з географії Канади. Ви можете допомогти проєкту, виправивши або дописавши її. |